# 土壌物理学会
土壌物理学会（英語: Japanese Society of Soil Physics、略称: JSSP）は、1958年（昭和33年）に土壌物理研究会として発足した学会である。1985年（昭和60年）に、名称を「土壌物理研究会」から「土壌物理学会」に変更した。
土壌物理に関する研究の進歩と普及を図り、農業技術及び環境科学の発展に貢献することを目的としている。

## 沿革
- 1958年 土壌物理研究会発足。
- 1959年 「土壌の物理性」第1号発刊。
- 1985年 名称を「土壌物理学会」に変更。

## 出版物
以下の定期刊行物がある。
- 土壌の物理性